# Индийска организация за космически изследвания
Индийската организация за космически изследвания (на хинди: भारतीय अन्तरिक्ष अनुसंधान संगठन, на английски: Indian Space Research Organisation, ISRO) е националната космическа агенция на Индия. Щаб-квартирата на организацията се намира в Бенгалуру. В нея работят приблизително 20 000 души, а годишният ѝ бюджет е около 70 млрд. рупии (1,1 млрд. долара). Мисията ѝ е да разработва космически технологии за Индия.
Индия има развита космическа програма и по общ потенциал понастоящем е шестата космическа държава в света (след Русия, САЩ, Китай, Европа и Япония).
Към 1980 г. ISRO разполага с ракетите GSLV и PSLV, с които изстрелва на геостационарна орбита сателита GSAT-2 през 2003 г., възвръщаемия космически апарат SRE през 2007 г. и автоматичния космически апарат Chandrayaan-1 към Луната през 2008 г. ISRA също така извършва и международни услуги по изстрелване на космически обекти.
Първият индийски космонавт осъществява полет на съветски пилотиран космически апарат през 1984 г. Индия има собствена космическа програма за пилотирани полети, които се очаква да започнат от 2016 г., с което Индия ще стане четвъртата космическа свръхдържава. Бюджетът на Департамента за космически изследвания на Индия от финансовата 2012 г. е увеличен с повече от 50% в сравнение с 2011 г.
Индия форсира създаването на марсиански орбитален апарат, който тя успява да изстреля през 2013 г. Апаратът Mangalayaan успешно влиза в марсианска орбита на 24 септември 2014 г., правейки Индия първата нация, успяла в своя първи такъв опит, както и първата азиатска страна, достигнала марсианска орбита.
В бъдеще се предвижда създаване на индийска транспортна космическа система за многократно използване от ново поколение (проектът AVATAR), а също в по-далечно бъдеще (след 2025—2030 г.) – пилотирани полети до Луната, в сътрудничество с други страни или даже самостоятелно.